# Sozinatunneln
Sozinatunneln är en vägtunnel i Montenegro, som utgör en del av E65:an.
Sozinatunneln är 4 260 meter lång och är den längsta och modernaste fordonstunneln i Montenegro. Tunneln är dock inte den längsta i landet; järnvägstunneln Sozina är sex kilometer lång. Den öppnades den 13 juli 2005 på Montenegros nationaldag. Kostnaden för tunneln var 70 miljoner euro.
Sozinatunneln förkortade resvägen mellan Podgorica och Bar med 25 kilometer. I dag tar det omkring en halvtimme med bil mellan städerna.